# Zeppelin-Militärluftschiffe
Zeppelin-Militärluftschiffe waren von der deutschen Militärführung im Ersten Weltkrieg eingesetzte Luftschiffe. Sie traten zu Kriegsbeginn überwiegend als strategische Fernaufklärer und Langstreckenbomber in Erscheinung. Abgesehen von wenigen Luftschiffen von Schütte-Lanz waren es überwiegend Zeppeline, die für diese Aufgaben eingesetzt wurden.

## Militär-Zeppeline

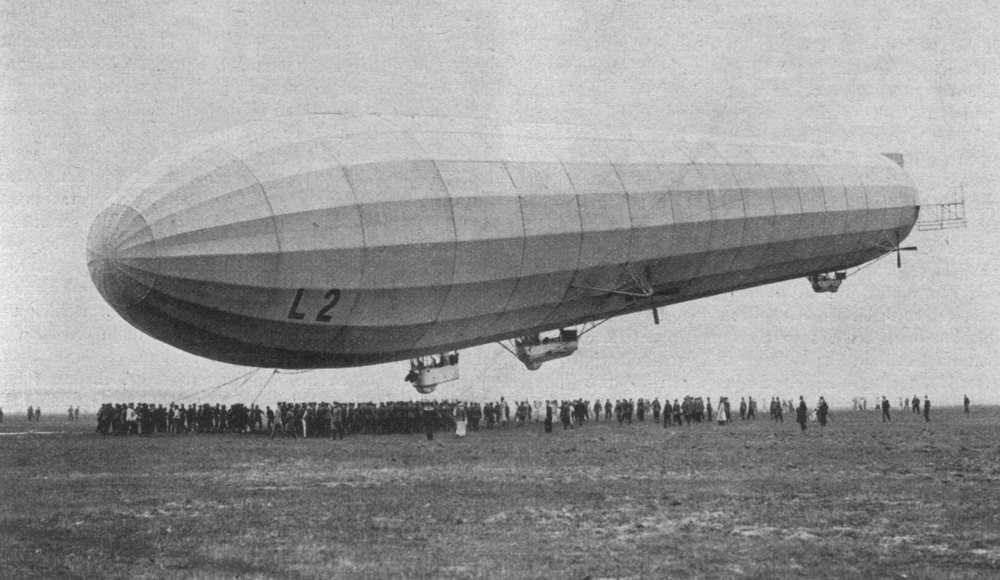
Typisches Vorkriegsmodell LZ 18 des Typs I mit vier Propellern, die mittels Fernwellen angetrieben wurden

Insgesamt bauten die Zeppelin-Werke bis zum Ende des Ersten Weltkrieges 103 Luftschiffe für das Militär, davon während des Ersten Weltkrieges 86 (LZ 26 bis LZ 114, LZ 70 wurde nicht gebaut, LZ 114 nicht vor Kriegsende fertig) Luftschiffe für Heer und Marine. Die Zeppelin-Klassen waren nach dem Alphabet eingeteilt, LZ 1 war also der Typ A. Chefkonstrukteur der Zeppeline vom Typ B (LZ 2) bis zur LZ 130 war Ludwig Dürr.
Die meisten der Vorkriegsmodelle waren Einzelstücke oder wurden in zwei oder drei Exemplaren gebaut, wie die Militärmodelle H, I, (Es gab keinen Typ J) K und L (LZ 13 bis LZ 23). Lediglich der Typ M wurde mehrfach gefertigt. Allerdings waren diese Schiffe bei Kriegsausbruch technisch überholt, genau wie der Typ N, obwohl dieser als Prototyp der modernen Militärzeppeline angesehen werden kann.
Als schwierig stellte sich auch die Beschaffung von genügend Goldschlägerhaut für die Herstellung der Gaszellen im Serienbau heraus.
Waren die Luftschiffe der folgenden Baureihen P und Q in der ersten Phase des Krieges noch recht erfolgreich, so stiegen doch rasch die Verluste durch die gegnerische Luftverteidigung. Dies zwang den Zeppelin-Luftschiffbau dazu, Modelle zu entwickeln, die größere Höhen aufsuchen konnten, um so wenigstens vor der kleinkalibrigen Flakartillerie geschützt zu sein. Der Wettlauf gegen die immer höhentauglicheren Jagdflugzeuge war aber aussichtslos. Die Heeresführung erkannte, dass ein Festhalten an den Luftschiffen keinen Sinn hatte, und stellte im Januar 1917 die Luftschifferei zugunsten der Zeppelin-Riesenflugzeuge von Alexander Baumann ein. Diese hatten bei vergleichbarer Zuladung eine um 20–30 % größere Geschwindigkeit. Der Aufwand für Bau und Instandhaltung war im Vergleich zu einem Luftschiff minimal. Für taktische Aufgaben waren Zeppeline nicht geeignet. Diese Rolle übernahmen mittlere Bomber (Großflugzeuge) von Gotha, AEG und vom Flugzeugbau Friedrichshafen, dessen Gründung Graf Zeppelin persönlich gefördert hatte.
Bei der Kaiserlichen Marine hingegen war die unvergleichlich höhere Reichweite und Ausdauer der Luftschiffe bei Aufklärungseinsätzen ein wichtiger Faktor. Die Marine setzte Zeppeline aber auch als strategische Bomber ein, was zu gewaltigen Verlusten führte. Kommandant der Marineluftschiffe Peter Strasser wurde am 5. August 1918 selbst ein Opfer dieser Ideologie.
Jeder im Krieg gebaute Zeppelin brachte nur rund 5 Tonnen Bomben ans Ziel, bevor er verloren ging. Sechzehn Schiffe kamen auf über 10 t (1×N, 10×P, 1×Q, 3×R, 1×V), davon fünf auf über 20 t (1×N, 2×P sowie die ersten beiden Schiffe der Baureihe R). → siehe Militärluftschiff

## Bezeichnungssystem
Die Bezeichnung der Heeresluftschiffe war zunächst Z mit einer fortlaufenden römischen Ziffer. Ab Z XII wurde dann zunächst auf die Kennzeichnung des Herstellers zurückgegriffen (bei LZ 34, 35, 37, 38 und 39) und auf diese wurden ab LZ 42 „30“ addiert, so dass dieser die Kennzeichnung LZ 72 trug.
Die Bezeichnung der Marine war L mit fortlaufender (allerdings nicht lückenloser) Nummer.

## Kriegsbeginn
Bei Kriegsausbruch waren die älteren Schiffe LZ 20 (Z V), LZ 21 (Z VI), LZ 22 (Z VII), LZ 23 (Z VIII) sowie die Schiffe der M-Klasse LZ 24 (L3) und LZ 25 (Z IX) einsatzbereit. Alle erwähnten Schiffe gingen bei Notlandungen nach Bodenbeschuss verloren bis auf Z IX, der nach einem Fliegerangriff in seiner Halle verbrannte.

## Vorkriegskonstruktionen
Vorkriegskonstruktionen wie die Modelle M und N, erkennbar an der unter der Rumpfmitte befindlichen „Passagierkabine“ und an Mehrfach-Seitenrudern, wurden bei Kriegsbeginn noch eingesetzt, mussten aber bald ausgereifteren Konstruktionen weichen und wurden abgewrackt.

### Typ M

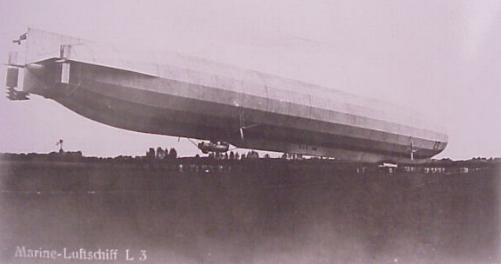
Marine-Luftschiff L 3

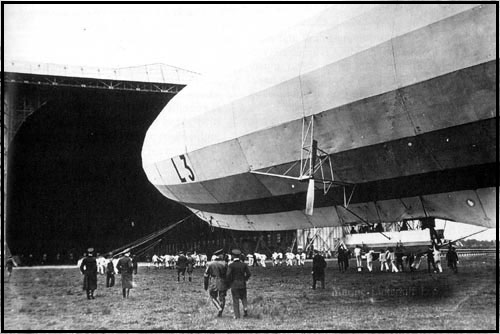
LZ 24 (Marineluftschiff L3 Typ M) in Fuhlsbüttel

- Traggasvolumen: 22.470 m³ in 18 Gaszellen
- Länge: 163,3 m
- Antrieb: drei Motoren, 220 PS (162 kW)
- Höchstgeschwindigkeit: etwa 85 km/h
- Indienststellungen: Mai 1914 – März 1915
- Gebaut: 12
- LZ 24 (L 3), LZ 25 (Z IX), LZ 27 (L 4), LZ 28 (L 5), LZ 29 (Z X), LZ 30 (Z XI), LZ 31 (L 6), LZ 32 (L 7), LZ 33 (L 8), LZ 34 (LZ 34), LZ 35 (LZ 35), LZ 37 (LZ 37)
- LZ 37 war der erste Zeppelin der durch ein Flugzeug zu Absturz gebracht wurde (Brandbombe am 7. Juni 1915).

### Typ N
Vorläufer der moderneren Typen mit Kreuzleitwerk aber noch mit der Mittelkabine.
- Traggasvolumen: 25.000 m³ in 15 Gaszellen
- Länge: 163 m
- Antrieb: drei Motoren
- Höchstgeschwindigkeit: etwa 85 km/h
- Indienststellung: Dez. 1914
- Gebaut: 1
- LZ 26 (Z XII)
- Gilt als das erfolgreichste Schiff des Heeres. 11 Angriffsfahrten in Nordfrankreich und an der Ostfront, dabei Abwurf von 20.000 kg Bomben. Nach Aufgabe der Heeresluftschiffahrt am 8. August 1917 in Jüterbog abgewrackt.

## Im Krieg gebaute Luftschiffe

### Typ O

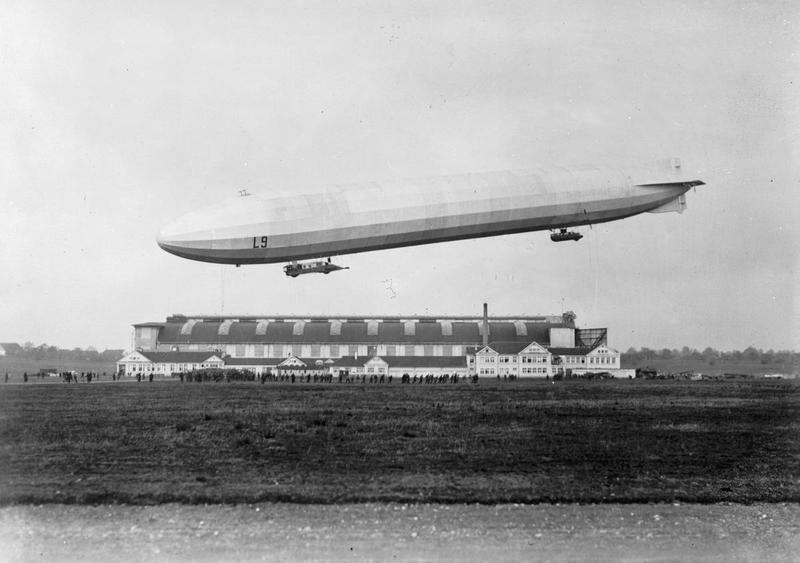
LZ 36 (Marineluftschiff L9 Typ O)

Erste wirklich einsetzbaren Militärmodelle (LZ 36 fuhr 74 Aufklärungsmissionen und 4 Bombenangriffe). Erkennbar waren diese ersten wirklich modernen Schiffe an zwei Gondeln und einem einfachen Kreuzleitwerk ohne zusätzliche Ruderflächen. In der vorderen Gondel befand sich der Führerraum und an ihrem Ende war ein Motor mit Druckpropeller untergebracht. In der hinteren Gondel waren zwei Motoren untergebracht, die ihre Leistung (wie bei vorhergegangenen Zeppelin-Modellen üblich) mittels Fernwellen zu den Luftschrauben seitlich des Rumpfes übertrugen. Der Rumpf war im Mittelteil immer noch zylindrisch mit gerundeter Nase und kegelförmigem Heckteil, aber die Mittelkabine fehlte. Die Abwehrbewaffnung umfasste bis zu zehn Maschinengewehre, wovon zwei in einem MG-Stand auf der Rumpfoberseite über der Führergondel angebracht waren. Die Bombenlast dieser Luftschiffe war nicht besonders groß und betrug etwa 500 bis 1000 kg. Bei Verzicht auf Treibstoff und sonstiger Ausrüstungen konnte auch mehr geladen werden.
- Traggasvolumen: 24.900 m³ in 15 Gaszellen
- Länge: 163,5 m
- Antrieb: drei Maybach-Motoren
- Indienststellung: März 1915
- Gebaut: 2
- LZ 36 (L 9), LZ 39 (LZ 39)

### Typ P

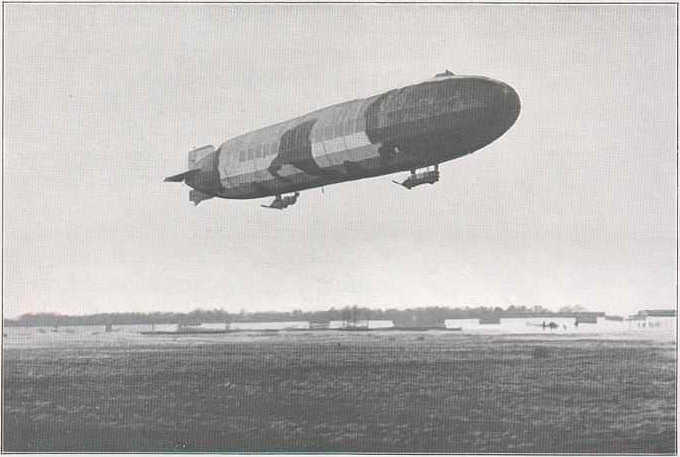
LZ 41 (Marineluftschiff L 11 Typ P)

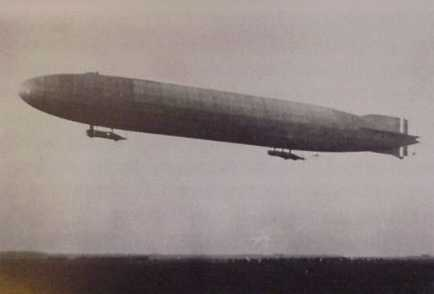
LZ 54 (Marineluftschiff L19 Typ P)

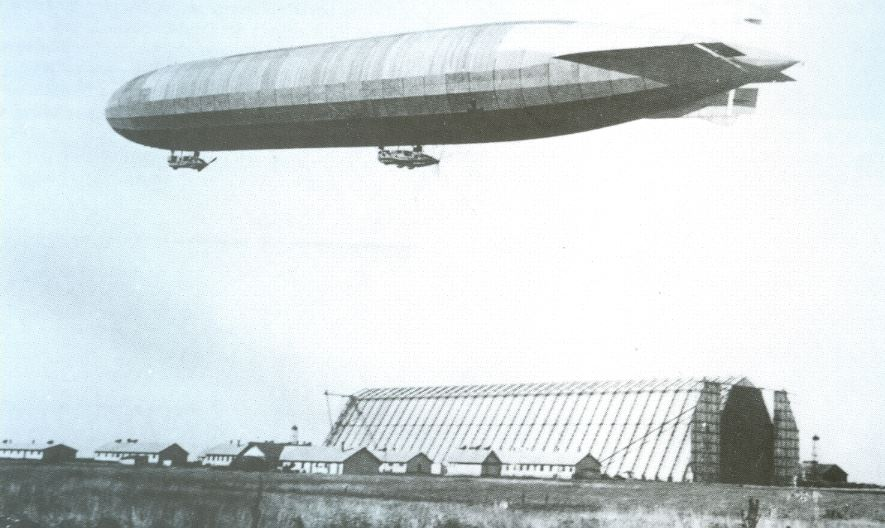
Heeresluftschiff LZ 85

Vergrößerter Typ O mit veränderter Motoranordnung. In der hinteren Gondel befand sich nun ein vierter Motor, der eine Druckschraube am Ende der Gondel antrieb. Bombenlast etwa 800–1200 kg. Der erste Typ P wurde im Mai 1915 in Dienst gestellt, der letzte im Februar 1916. Die Länge des zylindrischen Teils betrug etwa 60 m. Der erste Geschwaderangriff auf England erfolgte bereits am 10. August 1915. Beteiligt waren die Marineluftschiffe „L 10“, „L 11“, „L 12“ und „L 13“. An LZ 60 wurde erstmals der sog. Spähkorb getestet. Mitte 1917 waren die Schiffe veraltet und nur eines überstand als Schulschiff den Krieg. Schiffe der P-Klasse hatten normal 19 Mann Besatzung.
- Traggasvolumen: 31.900 m³ in 16 Gaszellen
- Länge: 163,5 m
- Durchmesser: 18,7 m
- Antrieb: vier Maybach-Motoren mit 210 PS (154 kW)
- Höchstgeschwindigkeit: etwa 90–95 km/h
- Gipfelhöhe: ~3500 m
- Indienststellungen: Mai 1915 – Feb. 1916
- Gebaut: 22
- LZ 38 (LZ 38), LZ 40 (L10), LZ 41 (L11), LZ 42 (LZ 72), LZ 43 (L12), LZ 44 (LZ 74), LZ 45 (L13), LZ 46 (L14), LZ 47 (LZ 77), LZ 48 (L15), LZ 49 (LZ 79), LZ 50 (L16), LZ 51 (LZ 81), LZ 52 (L18), LZ 53 (L17), LZ 54 (L19), LZ 55 (LZ 85), LZ 56 (LZ 86), LZ 57 (LZ 87), LZ 58 (LZ 88 später L25), LZ 60 (LZ 90), LZ 63 (LZ93)
- Wahrscheinlich wurden LZ 51, LZ 56, LZ 57, LZ 58, LZ 60 und LZ 63 auf den Standard von Typ Q umgerüstet und dann als LZ 51a usw. bezeichnet. LZ 42 wies eine schlechte Materialqualität auf und konnte nur als Schulschiff verwendet werden. LZ 58 wurde erst kurz vor dem Ende der Heeresluftschifffahrt ausgeliefert und dann der Marine als L25 übergeben. Da die Marine bereits auf die größeren Schiffe der R-Klasse umstellte, fand kein Einsatz mehr statt.
- Von den Schiffen der P-Klasse wurde eins (LZ 77) durch Bodenabwehr oder Jagdflugzeuge bei Verdun abgeschossen, zwei weitere stürzten aus ungeklärten Gründen (ev. Blitzschlag) ebenfalls brennend ab. Drei verbrannten am Boden und fünf weitere mussten nach Notlandungen abgeschrieben werden. LZ 90 riss sich bei Sturm los und verschwand unbemannt über der See. Alle verbliebenen Schiffe der Klassen P mit Ausnahme von LZ 46/L 14 wurden im August 1917 gestrichen und abgewrackt.
- L11, L13, L14 und L16 waren die aus militärischer Sicht erfolgreichsten Luftschiffe im Ersten Weltkrieg. Zusammen führten diese vier Schiffe 162 Aufklärungsfahrten sowie 56 Angriffsfahrten durch und brachten dabei 17 % der insgesamt von Luftschiffen abgeworfenen Bomben (ca. 75 t) zum Abwurf. Zusammengerechnet warfen Schiffe der P-Klasse 166 t Bomben ab, was ca. 38 % der im Ersten Weltkrieg von Zeppelinen abgeworfenen Bombenmenge ausmacht. Weitere 12 % (53,4 t) entfallen auf den gestreckten Typ „Q“.

### Typ Q
Durch ein Zwischenstück am zylindrischen Teil um 15 m verlängerter Typ P mit weiter erhöhter Tragkraft. Der letzte Typ Q wurde Ende 1916 in Dienst gestellt.
- Traggasvolumen: 35.800 m³ in 18 Gaszellen
- Länge: 178,5 m
- Durchmesser: 18,7 m
- Antrieb: vier Maybach-Motoren
- Höchstgeschwindigkeit: etwa 95 km/h
- Gipfelhöhe: 4000 m
- Indienststellungen: Dez. 1915 – Dez. 1916
- Gebaut: 12
- LZ 59 (L20), LZ 61 (L21), LZ 64 (L22), LZ 65 (LZ 95), LZ 66 (L23), LZ 67 (LZ 97), LZ 68 (LZ 98), LZ 69 (L24), LZ 71 (LZ 101), LZ 73 (LZ 103), LZ 77 (LZ 107), LZ 81 (LZ 111)
- Vom Typ Q gingen drei durch Abschuss brennend verloren (L 21 am 28. November 1916, L22 am 14. Mai 1917, L23 am 21. August 1917); zwei strandeten nach Beschussschäden (LZ 95, L20) und einer verbrannte in seiner Halle (L 24). Der Rest wurde 1917 abgewrackt.

### Typ R

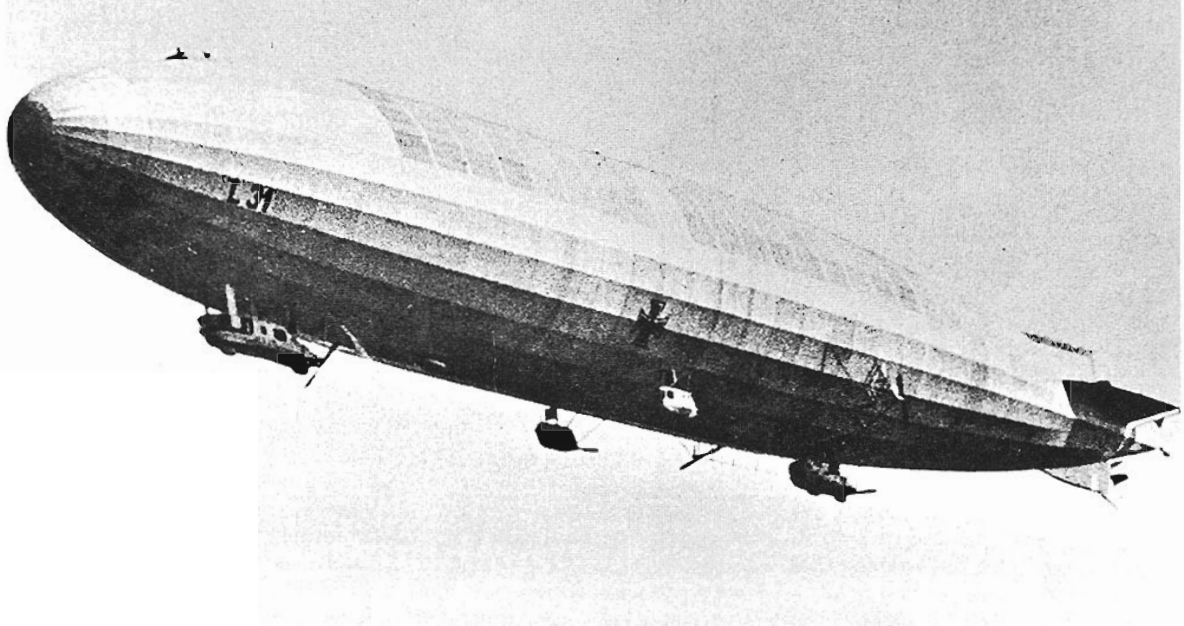
LZ 72 (Marineluftschiff L 31 Typ R)

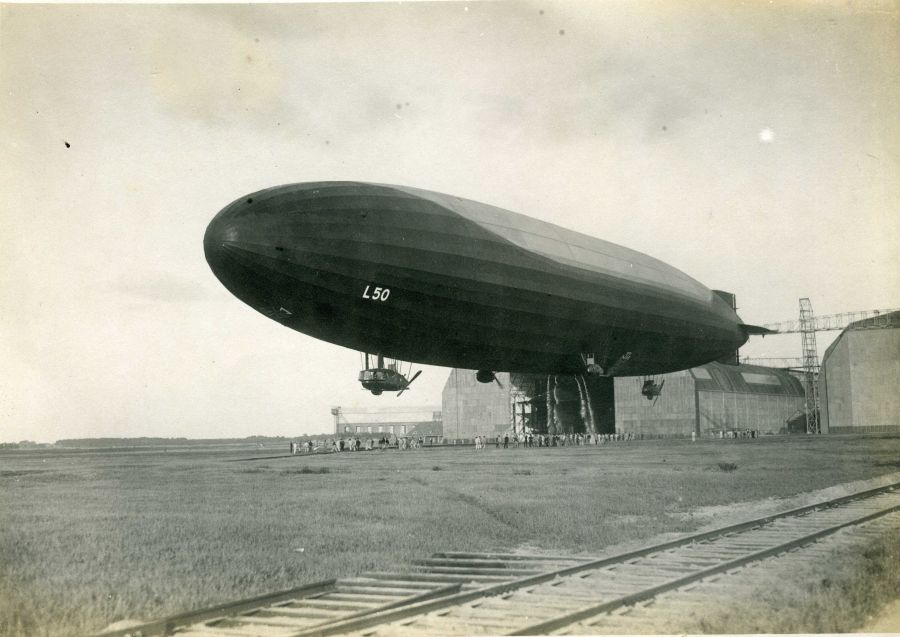
LZ 89 (Marineluftschiff L50 Typ R) in Ahlhorn

Erste Reihe der sogenannten Super-Zeppeline mit zwei zusätzlichen Motorgondeln mit Druckpropellern seitlich versetzt unter der Rumpfmitte. Der Rumpf war nun einer schlanken Tropfenform angenähert, die sowohl geringeren Luftwiderstand als auch erhöhtes Traggasvolumen gewährleistete. Der erste Typ R wurde im Juli 1916 in Dienst gestellt. Zeitweise (von LZ 59 bis LZ 81) wurden die Modelle Q und R parallel produziert, da das Heer keine Luftschiffhallen für die neuen Riesenschiffe hatte. Lediglich zwei der neuen Superzeppeline LZ 83 und LZ 90 gingen an das Heer und wurden bei der Einstellung der Heeresluftschiffahrt eingemottet. Nur die ersten beiden Schiffe L30 und L31 konnten noch an die "Erfolge" der Vorgängermodelle anknüpfen und brachten zusammen rund 42 Tonnen Bomben an den Gegner. Danach sank der Durchschnittswert pro Schiff auf die eingangs erwähnten Werte.
- Traggasvolumen: 55.200 m³ in 19 Gaszellen
- Länge: 196,5 m
- Größter Durchmesser 23,9 m
- Antrieb: sechs Maybach-Motoren zu 240 PS (177 kW)
- Höchstgeschwindigkeit: etwa 100–105 km/h
- Bombenlast bis zu 3500 kg.
- Indienststellungen: Mai 1916 – Jan. 1917
- Gebaut: 17
- LZ 62 (L30), LZ 72 (L31), LZ 74 (L32), LZ 75 (L37), LZ 76 (L33), LZ 78 (L34), LZ 79 (L41), LZ 80 (L35), LZ 82 (L36), LZ 83 (LZ113), LZ 84 (L38), LZ 85 (L45), LZ 86 (L39), LZ 87 (L47), LZ 88 (L40), LZ 89 (L50), LZ 90 (LZ120)
- Von den 17 Schiffen erlebten nur sechs das Kriegsende (L30, L35, L37, L41, LZ 113, LZ 120). Drei wurden durch Jagdflieger brennend abgeschossen (L 31 am 1. Oktober 1916, L 32 am 24. September 1916, L34 am 28. November 1916), L 39 durch Flak, einer verbrannte in seiner Halle (L 47) und der Rest ging bei Notlandungen nach Beschuss zu Bruch. L33 strandete in England, wurde vermessen und diente als Vorbild für die R33 und R34, die als erstes Luftschiff den Atlantik überquerte.

### Typ S
Der Typ S war ein Leichtbauschiff. Aufgrund der steigenden Abwehr war es für größere Höhen tauglich (daher auch Höhenkletterer genannt). Auf die durch Fernwellen getriebenen Außenpropeller wurde verzichtet. Stattdessen trieben zwei Motoren gemeinsam einen größeren Propeller in der hinteren Gondel, während je ein Motor in der Führergondel und zwei in Einzelgondeln untergebracht waren. Es ist möglich, dass diese Anordnung bereits bei der Serie R ab etwa LZ 74 eingeführt wurde, denn auf Bildern von sind keine Außenpropeller mehr erkennbar, wobei sie bei dem LZ 72 noch deutlich erkennbar sind. Bei Bildern des Wracks von LZ76 sind sie jedoch vorhanden.
- Traggasvolumen: 55.800 m³ in 18 Gaszellen.
- Länge: 196,5 m
- Antrieb: fünf Maybach-Motoren mit je 245 PS (180 kW)
- Höchstgeschwindigkeit: etwa 110 km/h
- Indienststellung: Feb. 1917
- Gebaut: 2
- LZ 91 (L42), LZ 92 (L43)
- L42 erlebte das Kriegsende, L43 wurde am 14. Juni 1917 brennend abgeschossen

### Typ T
- Traggasvolumen: 55.800 m³ in 18 Gaszellen-tauglich für größere Höhen (Prallhöhe)
- Länge: 196,5 m
- Antrieb: fünf Maybach-Motoren mit je 245 PS (180 kW)
- Höchstgeschwindigkeit: etwa 110 km/h
- Indienststellung: April 1917
- Gebaut: 2
- LZ 93 (L44), LZ 94 (L46)
- L44 wurde brennend abgeschossen und L46 verbrannte in seiner Halle.

### Typ U

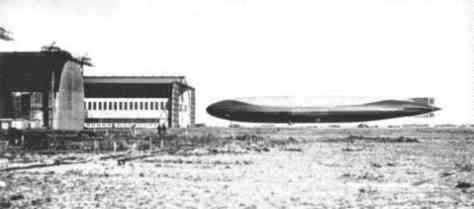
LZ99

- Traggasvolumen: 55.800 m³ in 18 Gaszellen-Leichtbauluftschiff tauglich für größere Höhen.
- Länge: 196,5 m
- Antrieb: fünf Maybach überbemessene Höhenmotoren mit je 245 PS (180 kW)
- Höchstgeschwindigkeit: etwa 110 km/h
- Indienststellung: Juni 1917
- Gebaut: 5
- LZ 95 (L48), LZ 96 (L49), LZ 97 (L51), LZ 98 (L52), LZ 99 (L54)
- Nur L52 erlebte das Kriegsende. L51 und L54 verbrannten in ihrer Halle und L48 wurde am 16. Juni 1917 brennend abgeschossen. L 49 strandete in Frankreich und diente als Vorbild für die ZR-1 „Shenandoah“

### Typ V

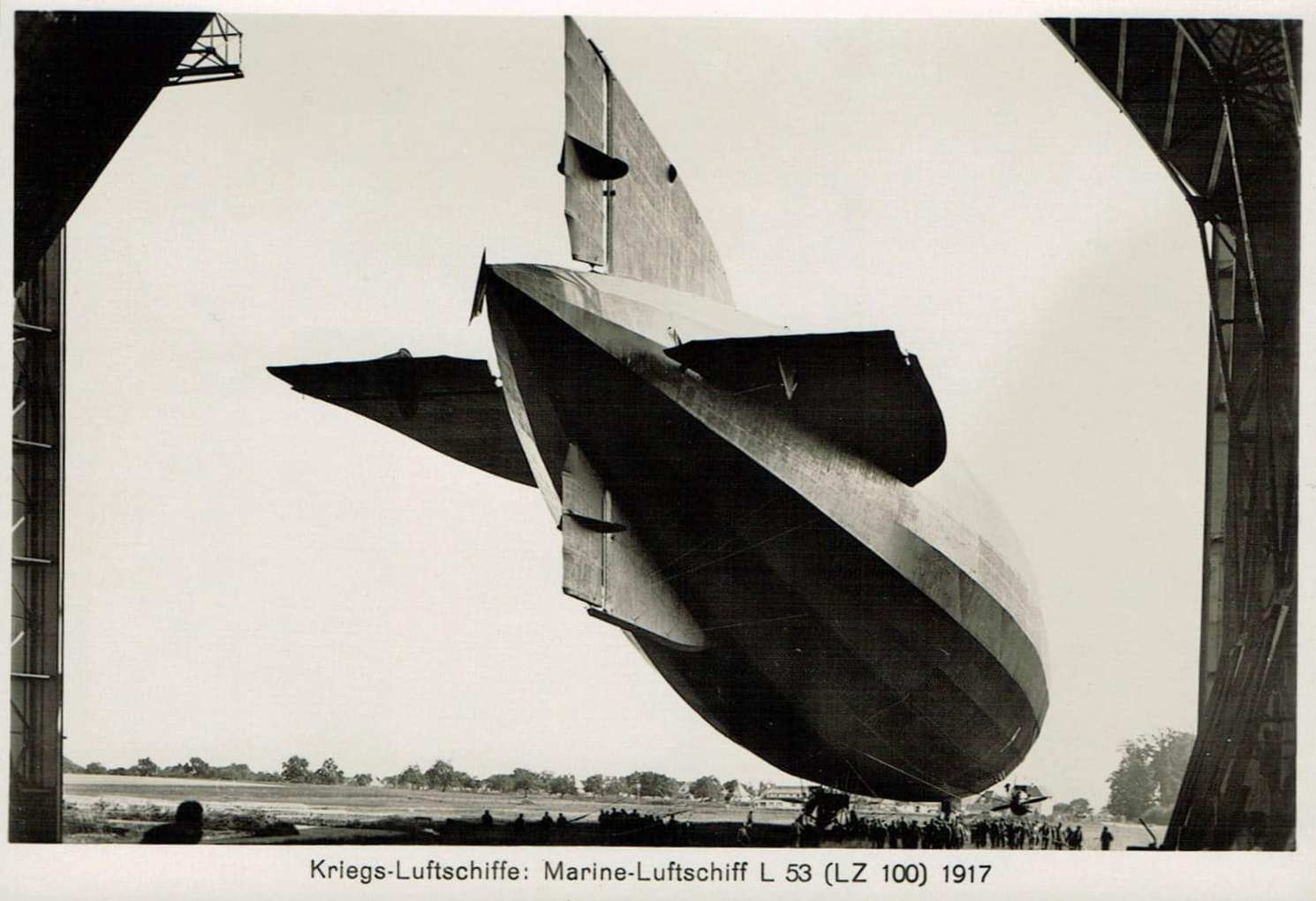
LZ 100 (Marineluftschiff L 53 Typ V)

Höhentauglich. Es wurde versucht, durch immer mehr Gipfelhöhe die Luftschiffe weiterhin einsetzen zu können. LZ 101 erreichte beim Versuch der Abwehr zu entkommen unbeabsichtigt 7600 m.
- Traggasvolumen: 56.000 m³ in 14 Gaszellen
- Länge: 196,5 m
- Antrieb: fünf Maybach-Höhenmotoren mit je 245 PS (180 kW)
- Höchstgeschwindigkeit: etwa 115 km/h
- Indienststellung: Aug. 1917
- Gebaut: 10
- LZ 100 (L53), LZ 101 (L55), LZ 103 (L56), LZ 105 (L58), LZ 106 (L61), LZ 107 (L62), LZ 108 (L60), LZ 109 (L64), LZ 110 (L63), LZ 111 (L65)
- Vom Typ V erlebten fünf Schiffe das Kriegsende (L56, L61, L63, L64, L65)
- L53 wurde am 11. August 1918 brennend abgeschossen, L55 bei einer Notlandung zerstört, L58 und L60 verbrannten in ihren Hallen und L62 stürzte aus ungeklärten Gründen brennend ab.

### Typ W

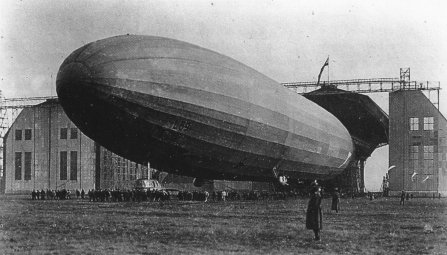
LZ 104 (Marineluftschiff L 59 Typ W)

Verlängerter Typ V für Langstreckenfahrten. Diese beiden Schiffe waren nur 10 m kürzer als der spätere LZ 127 „Graf Zeppelin“
- Traggasvolumen: 68.500 m³ in 16 Gaszellen
- Länge: 226,5 m
- Antrieb: fünf Maybach-Motoren mit je 245 PS (180 kW)
- Höchstgeschwindigkeit: etwa 115 km/h
- Indienststellung: Sept. 1917
- Gebaut: 2
- LZ 102 (L57), LZ 104 (L59 „Afrika-Luftschiff“)
- L57 verbrannte beim Einhallen und L59 stürzte aus ungeklärten Gründen brennend ab.

### Typ X

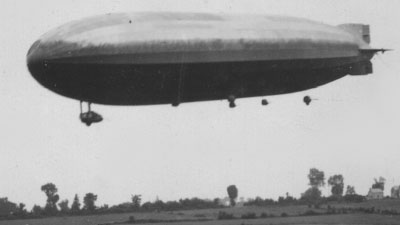
LZ 114 Typ X (Als Reparation an Frankreich als „Dixmude“)

Sog. Amerika-Luftschiffe. Der erste Typ X wurde am 1. Juli 1918 in Dienst gestellt.
- Traggasvolumen: 62.200 m³ in 16 Gaszellen
- Länge: 226,5 m
- Größter Durchmesser: 23,9 m
- Leermasse: 28,5 t
- Nutzlast: etwa 51 t
- Antrieb: sechs Maybach-Motoren mit je 245 PS (180 kW)
- Höchstgeschwindigkeit: etwa 115 km/h
- Reichweite: >7000 km
- Indienststellung: Juli 1918
- Gebaut: 3
- LZ 112 (L70), LZ 113 (L71), LZ 114 (Dixmude)
- L70 wurde am 6. August 1918 brennend abgeschossen die beiden anderen erst nach Kriegsende fertiggestellt und als Reparationsleistungen beschlagnahmt.

## Einsätze
Am 6. August 1918 wurde nach einem Bombenangriff der bis dahin größte und modernste Zeppelin LZ 112/„L 70“ abgeschossen. An Bord befand sich auch der Kommandeur der Marineluftschiffabteilung, Korvettenkapitän Peter Strasser. Strasser hatte bis zuletzt an der Idee festgehalten, Großluftschiffe als Bomber einzusetzen. Am 11. August 1918 ging auch noch LZ 100 (L53) verloren. Damit endete die Ära der Zeppeline als Bombenträger.
| Jahr | Angriffsfahrten | Aufklärungsfahrten |
| ---- | --------------- | ------------------ |
| 1914 | 0—              | 058                |
| 1915 | 038             | 350                |
| 1916 | 123             | 312                |
| 1917 | 052             | 338                |
| 1918 | 018             | 131                |

Zeppelin-Luftschiffe warfen bei 51 Einzel- oder Geschwaderangriffe (laut Addition aus der Liste der Zeppeline) mindestens 442 Tonnen Bomben ab (Heer 156 t, Marine 287 t), töteten dabei 557 Menschen und verletzten 1358. Daneben wurden rund 1200 Aufklärungsfahrten, überwiegend über der Nord und Ostsee sowie über Russland und dem Baltikum unternommen. Die eigenen Verluste betrugen beim Heer 79 Mann und bei der Marine 389 Mann.
Am 19. Oktober 1917 fand ein Geschwaderangriff mit elf Luftschiffen unter der Leitung von Kapitänleutnant Horst Treusch von Buttlar-Brandenfels auf London statt. Der Angriff wurde als „Silent Raid“ bekannt, da durch die Angriffshöhe der neuen Schiffe von über 5.000 m am Boden kaum Motorengeräusche vernehmbar waren. Die 74 aufgestiegenen britischen Abfangjäger konnten die Angreifer, die 274 Bomben abwarfen, nicht erreichen. Bei diesem Angriff erreichte unfreiwillig LZ 101 (L 55) unter Kapitänleutnant Hans von Schiller die Rekordhöhe von 7600 Meter. Dieser Angriff stellt den Höhepunkt der Luftschiffangriffe dar. Allerdings erwies sich dieser Angriff als Debakel für die Marineluftschifffahrt. Nach dem Angriff, der 32 Menschen das Leben kostete, gingen am 20. Oktober 1917 fünf Schiffe verloren. LZ 93 wurde von französischer Flak brennend abgeschossen, LZ 85, LZ 89 und LZ 96 machten in Frankreich Bruchlandungen und LZ 101 strandete in Thüringen.
Elf Luftschiffe wurden durch Jagdflieger brennend abgeschossen (LZ 37, 47, 61, 64, 66, 72, 74, 78, 92, 95, 100, 112) und weitere sechs stürzen nach Bodenbeschuss oder aus anderen Gründen ebenfalls brennend ab (LZ 32, 40, 93, 95, 104 und 107).
Weitere zwölf Luftschiffe verbrannten in ihren Hallen (LZ 30, 31, 36, 38, 53, 69, 87, 94, 97, 99, 105 und 108), drei davon nach britischen Fliegerangriffen. Bei dem Brand in Ahlhorn am 5. Januar 1918 verbrannten neben SL20 auch LZ87 (L47), LZ94 (L46), LZ 97(L51) und LZ105 (L58).
36 der während des Krieges gebauten Luftschiffe wurden wegen Veralterung (17) oder nach Notlandungen abgewrackt, versanken im Meer oder fielen dem Gegner als Wracks in die Hände. Als einziger der „kleinen“ Zeppeline aus der Anfangszeit des Ersten Weltkrieges entging LZ 46 (L14) der Verschrottung und erlebte das Kriegsende.
Nach Kriegsende waren 21 Luftschiffe übrig geblieben, die entweder abgewrackt, von den eigenen Besatzungen zerstört oder als Reparationsleistung den Siegermächten übergeben wurden. Darunter waren LZ 46 sowie die großen Zeppeline LZ 62, 75, 79, 80, 83, 90, 91, 98, 103, 106, 109, 110 sowie auch die beiden Schwesterschiffe von Strassers LZ 112 (L70), die LZ 113 und 114. Auch die beiden zivilen Nachkriegs-Neubauten LZ 120 „Bodensee“ und LZ 121 „Nordstern“ wurden als Reparationsleistungen abgetreten. LZ 114 stürzte später in französischen Diensten aus ungeklärten Gründen ebenfalls brennend ab.

## Sonstiges
- Das erste US-amerikanische Großluftschiff USS Shenandoah (ZR-1) war eine Kopie des LZ 96, das am 20. Oktober 1917 nach einer Notlandung in Frankreich den Alliierten in die Hände gefallen war.
- Die britische R34, welche 1919 die erste Atlantiküberquerung in beide Richtungen durchgeführt hatte, war eine Kopie des Marineluftschiffes L 33.
- Das als ZR-2 für die Lieferung in die USA vorgesehene britische Luftschiff R38 war ebenfalls eine Kopie eines deutschen Höhenzeppelins.
- Die für die US-amerikanische Marine gebaute LZ 126 „Los Angeles“ war das letzte Militärluftschiff des Zeppelin-Luftschiffbaus und zu seiner Zeit das größte Starrluftschiff der USA.
- Die Höhe von 7600 m, die LZ 101 erreichte, ist die größte Höhe, die je ein Luftschiff überstand.
- Bei dem Nachkriegs-Luftschiff LZ 120 wurden noch vorhandene Antriebskomponenten der U- oder V-Baureihe verbaut, was dieses relativ kleine Schiff mit 135 km/h zum bis heute schnellsten Luftschiff machte.